# Gliese 414 Ab
Gliese 414 Ab, también conocido como GJ 414 Ab, es un exoplaneta tipo subneptuno que orbita la estrella Gliese 414 A, una enana naranja situada a 39 años luz de la Tierra, en la constelación de la Osa Mayor. Tiene una masa mínima de 7.6 veces la de la Tierra y es 3 veces más grande, con un diámetro de 37600 km. Orbita a su estrella anfitriona a una distancia de 0,24 unidades astronómicas (35 903 489 km), completando una revolución cada 51 días. La distancia de Gliese 414 A b respecto a su estrella la sitúa en la parte interna de la zona habitable optimista, y el planeta tiene una temperatura de equilibrio de 35,5 °C.

## Características
Gliese 414 Ab está clasificado como un planeta subneptuno. Con un diámetro de 37600 km, es aproximadamente 3 veces más grande que la Tierra, pero un 24% más pequeño que Neptuno. Teniendo una masa mínima de 7,6 masas terrestres, es probable que no sea un planeta rocoso, sino que tenga una envoltura rica en volátiles. El sitio web NASA Eyes on Exoplanets lo clasifica como un planeta similar a Neptuno.
Gliese 414 Ab completa una órbita alrededor de su estrella cada 51 días, estando situado a una distancia de 0,24 unidades astronómicas (35 903 489 km). Su órbita es altamente excéntrica (e = 0,45), lo que significa que la distancia desde su estrella varía de 0.13 a 0,34 unidades astronómicas (19.400.000 km a 50.860.000 km). La variación orbital de Gliese 414 Ab hace que ocasionalmente se encuentre dentro de la zona habitable de su estrella, que tiene un límite interno de 0,21 UA según un modelo más optimista. Según otro modelo, la zona habitable de la estrella se encuentra entre 0.37 y 0.7 UA.
Dado que orbita cerca de la zona habitable, es un planeta cálido, con una temperatura superficial estimada en torno a los 36 °C. El margen de error de 33.5 implica que la temperatura puede alcanzar hasta 69.1 °C, o descender a 2 °C.

## Descubrimiento
Gliese 414 Ab fue descubierto en 2020 mediante el análisis de datos de velocidad radial obtenidos con el instrumento HIRES del Observatorio W. M. Keck y el Buscador de Planetas Automatizado del Observatorio Lick, así como datos fotométricos del KELT.

## Estrella anfitriona
Su estrella anfitriona, conocida como Gliese 414 A, es una enana naranja con un tamaño del 70% del Sol. Además de Gliese 414 Ab, la estrella también alberga a Gliese 414 Ac, un superneptuno que orbita a una distancia 6 veces mayor, de 1.4 UA.
También tiene una compañera enana roja, ubicada a una distancia de 408 UA de la estrella principal.